# Larnax chotanae
Larnax chotanae är en potatisväxtart som beskrevs av S.Leiva, Pereyra och Barboza. Larnax chotanae ingår i släktet Larnax och familjen potatisväxter. Inga underarter finns listade i Catalogue of Life.